# Arthur Bostrom
Arthur Bostrom (Warwickshire, Reino Unido, 6 de Janeiro de 1955) é um actor inglês.
É mais conhecido pelo seu trabalho na série cómica de televisão 'Allo 'Allo! onde interpretava a personagem Capitão Crabtree.

## Biografia
Em 2005, foi convidado a participar em Dead Man Walking, um drama baseado na série de televisão Sapphire and Steel.
Sendo um homem alto e bem parecido, estudou na Lawrence Sheriff School, em Rugby, tendo-se formado na St. Chad's College, na Universidade de Durham.
Bostrom continua a actuar regularmente nos palcos. Actualmente vive em Manchester.